# 라스트 홍콩 97
《라스트 홍콩 97》(영어: Hong Kong '97)는 1994년 공개된 미국의 정치 액션 스릴러 영화이다. 로버트 패트릭, 밍나, 브라이언 제임스, 팀 토머슨이 출연했고, 앨버트 피언 감독이 연출했다.

## 줄거리
1997년 6월 30일, 암살자 레지널드 "레그" 카메론은 홍콩에서 중국 고위 장군을 암살한다.  그에 대한 보복을 두려워한 동료들은 그에게 홍콩을 떠날 것을 권하고, 영국 통치가 끝나고 중국군이 도시로 진입하기 시작하는 시각이 자정으로 다가오면서 레그는 자신의 목숨을 지키기 위해 필사적으로 탈출을 시도한다.
여러 차례 암살 시도를 피한 레그는 동료인 사이먼과 잭의 도움으로 옛 연인 케이티와 그녀의 할아버지인 춘 사부가 운영하는 무술 학교에 은신하게 된다. 케이티는 춘 사부가 냉전 시대에 중국에서 망명했으며 중국 통치가 시작되면 위험에 처할 것이라고 알려준다.  그들은 자정 직전 말레이시아행 비행기를 타기로 계획한다. 레그는 자신을 노리는 암살자들에 대한 정보를 얻기 위해 사이먼과 잭을 만나러 가는 길에 삼합회 조직원들이 자신의 목에 거액의 현상금이 걸렸다는 사실을 알게 된다. 그는 케이티, 춘 사부와 함께 말레이시아로 떠나기로 결심한다.
공항에서 레그는 사이먼과 잭에게 작별을 고하려 하지만, 더 많은 암살자들이 나타난다. 잭은 암살자들과 싸우다 죽고, 레그의 연인이자 제자인 리도 사망한다. 큰 충격을 받은 레그는 부상당한 춘 사부와 케이티를 데리고 중국군 검문소에 도착한다. 춘 사부가 망명자라는 사실에 케이티는 의심하지만 어쩔 수 없이 그들의 도움을 받는다. 춘 사부는 치료를 받고 다음날 아침 케네디 항구에서 만나기로 한다.
레그와 동료들은 자신에게 걸린 현상금을 없애기 위해 자신들의 회사로 향한다. 총격전 끝에 그들은 레그가 죽은 것으로 조작하고 사이먼이 현상금을 챙긴다. 그러나 동료인 말콤 굿차일드가 나타나 암살자를 죽인 레그를 국가 영웅으로 만들려는 계획으로 현상금을 걸었다는 사실을 밝힌다. 레그와 말콤은 엘리베이터에서 싸우고, 말콤이 우위를 점하는 순간 케이티가 말콤을 사살한다.
다음 날 아침, 그들은 춘 사부와 함께 케네디 항구에서 배를 타고 홍콩을 탈출한다.

## 출연진
- 로버트 패트릭 - 레지널드 "레지" 캐머런
- 브라이언 제임스 - 사이먼 알렉산더
- 팀 토머슨 - 잭 맥그로
- 밍나 - 케이티 천
- 셀리나 차우웻 유 - 리
- 마이클 리 - 천
- 앤드루 디보프 - 맬컴 굿차일드

## 같이 보기
- 홍콩 97